# Венелин (село)
Вижте пояснителната страница за други значения на Венелин.
Венелин е село в Североизточна България. То се намира в община Долни чифлик, област Варна. Старото име на селото е Саръхъдър.

## География
Село Венелин се намира на левия бряг на река Камчия. Селото граничи от север по часовниковата стрелка със селата: Аврен, Садово, Круша, Пчелник, Горен чифлик, Дъбравино, Юнак и Казашка река. През селото тече друга река наречена Ряката, която извира от подножието на Авренското плато и се влива в Камчия малко под селото. В селото има изградени много изворни чешми с превъзходна вода която се ползва и от околните селища. Около селото има много красиви местности като една от тях е Турсуна, където има изградени беседка, ловна хижа, чешми и др.

## История
Първите известия за с. Венелин (някогашно Сарадър) са от 16 век. Първите заселници са турци. След 1830 г. тук се заселват няколко семейства ваяци от селата Еркеч и Голица. По-късно идват преселници от Габровско и Дряновско но те се претопяват и впоследствие приемат бита и фолклора на ваяците.
Първото училище е построено през 1870 г. в двора на църквата. За първи учител е посочено името на даскал Кръстьо. През 1873 г. учителства Никола Иванов, а след 1874 г. учител е Стефан Танев от с. Шипка.

### Възникване на селото
Старото име на селото е Саръдър, което в превод от турски означава „жълто просо“. Допуска се, че в него турците са носели жълти чалми, поради което то е получило това име. Признателни българи са преименували селото на Юрий Иванович Венелин, който по време на османската власт е минал по нашите земи през 1834 г.
По този въпрос писани сведения няма. Всичко е легенди и предания.
Спорен е въпросът колко пъти историкът е минал през селото. Според даскал Димитър той е бил два пъти. Първият път е през 1831 – 32 г. когато идва да изпълни заръката на Русийската академия. Минаването е съвсем случайно. Но, тук наред с турското население заварва и първите заселници от Еркеч и Голица. Впечатлява го говора.
Тук завързва и приятелство. Кураж да възобнови работата си по изучаването на българския език, да дойде още веднъж в нашето село му дава българския богат възрожденец по онова време Васил Априлов, но подкрепа от Априлов не получава. Не получава и подкрепа от руските власти при пристигането си в Русия
Основаването на селото е станало през 1801 г. от турци. Дълги години то е било населено само от турско население, докато 50/100 години преди Освобождението – допуща се след 1828 г. се заселват първите българи от с. Еркеч (Козичене – Бургашко). Първите заселници от там са дядо Кольо Марков, Желязко Павлов, Желез Атанасов Железов. Доказано е, че от село Еркеч са се преселили 30 рода българи. По-късно тук идват българи от Габровско, Анхеалско /с. Орман/ и др. А след Освобождението тук идват и от Казанлък, Котел, Пловдив.
През 1914 г. е станало и първото изселване на турци/ отишли са в с. Дъбравино/. По-късно през 1938 г. и 1950 г. става второто и третото изселване на турци в Турция. През 1878 г. освобождението заварва селото със 78 български къщи и 40 турски. Турците са приемали българите за добри стопани и са ги защитавали от черкезите.
През 1881 г. селото има 618 жители. През 1934 г. – 1477 души, а в началото на 21 век е около 900 жители.
От декември 1961 г. селото е свързано с шосе за с. Пчелник, а сега е свързано и с шосе за с. Садово, посредством които се свързва и от двете места с гр. Варна.
В най-старо време селото е имало седем селски чешми, разположени в един дол сред селото. Четири от тях съществуват. За вода са ползвали и кладенци чиито дълбочина е стигала 18 м. Някой от последните съществува и до днес с не особено вече значение, тъй като селото е водоснабдено с канализация от 1965 г.
В стари турски документи селото се среща:
- От 1573 г. – Сари Хадърлар
- От 1679 г. – Сари хадър
- От 1689 г. – Сарх хадър

Най-вероятно е селото да е било в местността „Курията", където е имало селище от преди 140 години, както свидетелства разпитания дядо Иван Филипов. Този старец дава точни сведения за с. Горен Близнак /разкриване основите на стара църква/, за с. Равна гора и за наименованието на Сари хадър, защото е бил, и сега е любознателен и природно интелигентен човек.
До 1934 г. селото се е наричало Саръ-дър /жълто просо/. Селото е било напоследък турско.
Разпитаният жител на с. Венелин Иван Филипов, роден на 23 ноември 1880 г. в гр. Варна, даде следните сведения:
Селото не се е наричало Саръ-дър /жълто просо/, а Сарък –хъдърлар. Тук живеели турци, които носели зелени чалми на главите си, каквито околните турци не носели. Околните турци наричали жителите на с. Венелин „зелените чалми", или Сарък-хъдърлар. По после името се оформя като Саръ-дър.
Първите българи заселници в с. Венелин са биле от с. Еркеч, но те не са ходили в Бесарабия. Това става около Одринския мир/1829 – 30 г./ всичко 3 – 4 фамилии, а именно:
1.дядо Павли, чиито син Желез бил на 7 години, сега има правнук Желез Павлов;
2.дядо Атанас, сега има негов правнук Желязко Дамянов;
3.дядо Желязко сега има внук Желязко даскала. Всички тия са дошли от с. Еркеч. в същото време идват още:
4.дядо Хубен дошъл от с. Орман, чиито жители вероятно са пак от с. Еркеч, сега има жив внук Хубен.
5.дядо Колю, дошъл от Еркеченските села, сега има жив внук Паруш Липчев.
РазпитаниятИван Филипов, казва, че той е чувал, че е имало „Голямбозгун" около 1826 г. до 829 г., когато имало войни и чума. Тогава са били събитията в 1821 г. – гръцкото въстание, когато много гръцки семейства са напуснали селата си и избягали по градовете Варна, Бургас и при познати свои турци из някой села, за да се спасяват. Също така съвпада и със събитията околоОдринския мир. Същият Иван Филипов казва, че имало и „малък бозгун", който бил в 1812 г. Един стар турчин в с. Бенковски казва, че Големият бозгун бил сто години преди Балканската война, или събитията и войните от тази година.
Иван Филипов казва, че през този бозгун около 1826 г. и след нея село Венелин било разсипано, жителите му се пръснали по съседни села, за да се спасяват. Селото тогава е било турско с около 20 – 30 къщи. Към 1832 г. се заселват и първите българи, за които се споменава по-горе.
След тия няколко семейства, но пак преди Освобождението ни се заселват във Венелин още няколко семейства от Габровските села. Те идвали в Лонгоза да правят корита, харесал им този край и се заселват тук. Едни от тези заселници били 4 – 5 братя /едни от техните сега живи синове са Дончо Гергев и др./.
Тия 4 – 5 братя до днес образуват в с. Венелин ролям род.
Преди Освобождението ни идва в с. Венелин и дядо Стамат, дядо на разпитания Стамат Петков Стаматов, роден 1878 г. Когато дядо му дошъл във Венелин, тук имало осем български къщи и 44 турски. Той дошъл от с. Орман /с. Горица, както стои в списъка за общините в България към 1900 г. – в общината на с. Ахлий, околия Анхиалска/. Той бил роднина с дядо Хубен.
Според Маринов от Еркеч са дошли всичко около 30 рода. Еркечани и голичани от с. Момино /Аврен/ идват много по-късно, а не както твърди Милетич, че те от там са дошли в с. Венелин. има заселници от габровско /селата Фърговци, Генчовци, Терси гъзите/. След Освобождението ни преселниците стават многобройни. Идват от Казанлък, Трънско, Лозенградско, Кърджали и от близките села Момино/Аврен/, Ст. Оряхово, Юнак, Равна гора, Добри дол, Казашка река. През 1914 г. големи групи турци са се изселили доброволно.
Последната голяма група турци се изселват през 1938 г. за Турция.
Разпитаният Стамат Петков казва, че когато неговата баба Жека била 12-годишна (към 1820 г.) тя с баща си карали с волската кола ангария от Орманза Варна – дървен материал за строежи във Варна – вероятно за крепостната стена.
През 1881 г. село Венелин е имало 618 души, а през 1934 г. – 1477 жители.
През 1900 г. селото е имало 1062 души, а през 1956 г. – 1249 жители.

### Стари селища
- Местност „Курията", над с. Венелин на североизток по пътя за с. Садово, където до към 1930 г. е имало големи дървета, е имало стари турски гробища. На запад от „Курията" по посока към Венелин, на около 300 метра от „Курията", покрай трасираното шосе е имало селище от около преди 140 години. На изток от „Курията" в нивата на разпитания Иван Филипов са разорани от него два чукана грозде, чиито зърна били от рода на „Кечи-мемеси"-продълговати като кози мами. Там са били лозята на това селище. В поменатите гробища, които били с големи груби камъни, са разоравани човешки тела, дървени ковчези, които са били изгнили и превърнати като на пръст.
- В местността „Турсуна", на юг от Венелин на около 4 км. По пътя за с. Круша е имало старо селище. Колю Петров от с. Садово помни в тази местност гробища, но сега надгробните камъни не стоят. В тази местност Иван Филипов е намерил една златна монета, колкото сегашните 20 ст., тежка 5 грама – от цар Теодосий, отпреди 1600 години.
- Местност „Бой – пунар", на север от Венелин, на около 3 км от селото, има плитък кладенец, поправен от някой си овчар Бою, по чието име се нарича. На стотина метра на запад от този кладенец, където започва равнината, наричана тази местност „Дюз –даа", е имало старо селище. Там са намирани хромели.
- В местността „Ак-язлх", източно от Венелин по пътя за Садово, при оран са изравяли гробове с южно изложение. В тази местност има две големи могили и една малка. На една от могилите плуга при оран изровил големи кости от човек.
- През 1912 г. в едно от старите селища до Венелин е намерен златен медальон, който тежи около три турски лири, сечен в град Никомидия около 320 – 324 година, по случай провъзгласяването на Лициния за Цезар. (VІ отчет на Варненското арх. дружество от 1912 г.).

## Население
Численост на населението според преброяванията през годините:
| \| Година на преброяване \| Численост \| \| --------------------- \| --------- \| \| 1934 \| 1481 \| \| 1946 \| 1322 \| \| 1956 \| 1242 \| \| 1965 \| 965 \| \| 1975 \| 901 \| \| 1985 \| 787 \| \| 1992 \| 779 \| \| 2001 \| 829 \| \| 2011 \| 908 \| \| 2021 \| 732 \| |           |
| Година на преброяване | Численост |
| 1934 | 1481      |
| 1946 | 1322      |
| 1956 | 1242      |
| 1965 | 965       |
| 1975 | 901       |
| 1985 | 787       |
| 1992 | 779       |
| 2001 | 829       |
| 2011 | 908       |
| 2021 | 732       |

### Етнически състав

#### Преброяване на населението през 2011 г.
Численост и дял на етническите групи според преброяването на населението през 2011 г.:
|                     | Численост | Дял (в %) |
| Общо                | 908       | 100.00    |
| Българи             | 236       | 25.99     |
| Турци               | 357       | 39.31     |
| Цигани              | 10        | 1.10      |
| Други               | ?         | ?         |
| Не се самоопределят | ?         | ?         |
| Неотговорили        | 299       | 32.92     |

## Обществени институции
- Читалище „Пробуда“, основано през 1903 г. от група млади хора. Групата за автентичен фолклор при читалище „Пробуда“ през 2006 г. чества 50-годишен юбилей. В репертоара на групата е застъпен вайковския фоклор, който е характерен за селото.

## Културни и природни забележителности
Църквата в селото е построена през 1869 г. и се намира в добро състояние. Именувана е на св. Архангел Михаил. Събора на селото се празнува на Архангелов ден по стар стил -21 ноември

## Редовни събития
- Коледа и Лазаров ден се празнуват както преди векове както и типичните за Вайковските села Петльов ден и Бабин ден.

САЛА-нарязан лук на ситно се намачква с прясна чубрица и сол с дървена лъжица добавя се печен пипер нарязан, олио и накрая домати-местен сорт.